# Shamokin
Shamokin es una ciudad ubicada en el condado de Northumberland en el estado estadounidense de Pensilvania. En el año 2000 tenía una población de 8,009 habitantes y una densidad poblacional de 3,725.7 personas por km².

## Geografía
Shamokin se encuentra ubicada en las coordenadas 40°47′21″N 76°33′17″O / 40.78917, -76.55472.

## Demografía
Según la Oficina del Censo en 2000 los ingresos medios por hogar en la localidad eran de $20,173 y los ingresos medios por familia eran $30,038. Los hombres tenían unos ingresos medios de $28,261 frente a los $19,120 para las mujeres. La renta per cápita para la localidad era de $12,354. Alrededor del 24.2% de la población estaba por debajo del umbral de pobreza.